# Billy Walker
William Henry Walker dit Billy Walker, né le 28 octobre 1897 à Wednesbury et mort le 28 novembre 1964 à Sheffield, est un footballeur anglais reconverti entraîneur.

## Biographie
En tant qu'attaquant, Billy Walker fut international anglais de 1920 à 1927 et en 1932 à dix-huit reprises pour neuf buts inscrits. Il remporta le British Home Championship en 1927. Il est le premier Anglais avec la sélection à marquer un but à Wembley, contre l'Écosse, le 12 avril 1924.
Il fit toute sa carrière à Aston Villa FC, de 1919 à 1934, jouant 478 matchs pour 214 buts inscrits en championnat et en tout 531 matchs pour 244 buts. Il est le deuxième joueur de l'histoire d'Aston Villa à avoir le plus de matchs dans le club, derrière l'écossais Charlie Aitken, et est le meilleur buteur du club de l'histoire. Il remporta avec ce club une coupe d'Angleterre en 1920.
Il entraîna deux équipes anglaises (Sheffield Wednesday et Nottingham Forest FC), remportant un titre de champion de troisième division en 1951 et une coupe d'Angleterre en 1959.

## Clubs

### En tant que joueur
- 1919–1934 :  Aston Villa FC

### En tant qu'entraîneur
- Décembre 1933–1937 :  Sheffield Wednesday
- 1939–1960 :  Nottingham Forest

## Palmarès

### En tant que joueur
- Coupe d'Angleterre
  - Vainqueur en 1920
  - Finaliste en 1924
- British Home Championship
  - Vainqueur en 1927
- Championnat d'Angleterre
  - Vice-champion en 1931 et en 1933

### En tant qu'entraîneur
- Coupe d'Angleterre de football
  - Vainqueur en 1935 et en 1959
- Championnat d'Angleterre de football D2
  - Vice-champion en 1957
- Championnat d'Angleterre de football D3
  - Champion en 1951 (zone Nord)
- Charity Shield
  - Finaliste en 1959